# Gerlinde Doberschütz
Gerlinde Doberschütz (nacida Gerlinde Mey, Meiningen, 26 de octubre de 1964) es una deportista de la RDA que compitió en remo.
Participó en los Juegos Olímpicos de Seúl 1988, obteniendo una medalla de oro en la prueba de cuatro con timonel. Ganó tres medallas de plata en el Campeonato Mundial de Remo entre los años 1985 y 1987.

## Palmarés internacional
| Juegos Olímpicos   | Juegos Olímpicos         | Juegos Olímpicos | Juegos Olímpicos   |
| Año                | Lugar                    | Medalla          | Prueba             |
| ------------------ | ------------------------ | ---------------- | ------------------ |
| 1988               | Seúl (Corea del Sur)     | Medalla de oro   | Cuatro con timonel |
| Campeonato Mundial |                          |                  |                    |
| Año                | Lugar                    | Medalla          | Prueba             |
| 1985               | Malinas (Bélgica)        | Medalla de plata | Ocho con timonel   |
| 1986               | Nottingham (Reino Unido) | Medalla de plata | Ocho con timonel   |
| 1987               | Copenhague (Dinamarca)   | Medalla de plata | Cuatro con timonel |